# نتح تبخري

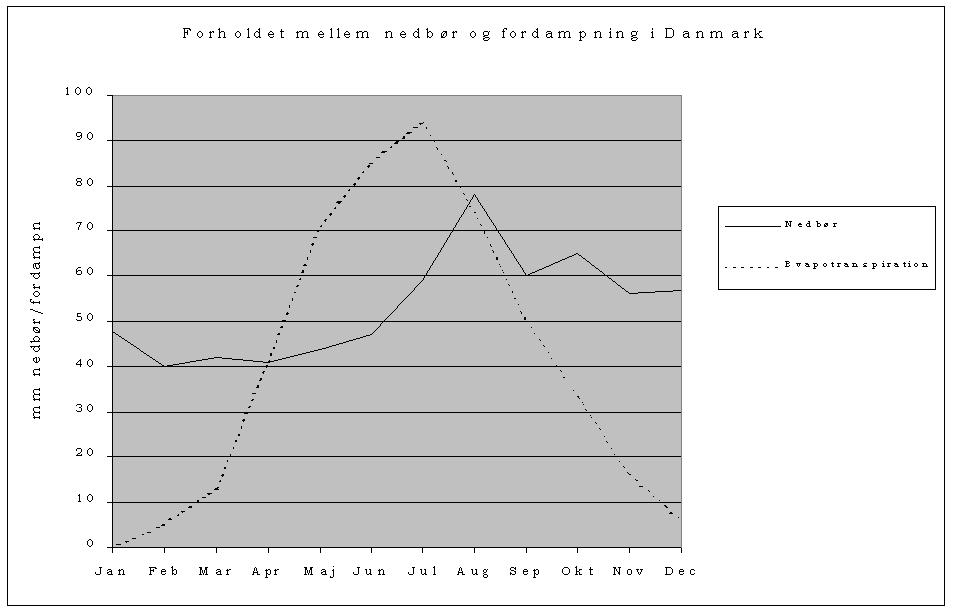

النتح التبخري: يدل التبخرالنتح على كمية المياه المتبخرة من التربة والمسطحات المائية والمنتوحة من النباتات.والتبخر النتح لفظ مؤلف من كلمتين ؛الأولى، التبخر Evaportion ،وهي تشير إلى ما يتبخر من سطح التربة والمسطحات المائية، والثانية، النتح Transpiration وهي تشير هنا إلى الماءالمطروح من النبات إلى الجو بشكل غازي بعد تبخره.ولذا يمكن القول إلى أن التبخر النتح يشير إلى كامل الماءالذي يدخل الجو بشكل غازي من سطح الأرض وما عليها.اقترح هذا المصطلح العالم الأمريكي ثورنوايت Thornthwaite عام 1948.